# Choi Pil-soo
Đây là một tên người Triều Tiên, họ là Choi.
Choi Pil-soo (tiếng Hàn: 최필수; sinh ngày 30 tháng 4 năm 1991) là một cầu thủ bóng đá Hàn Quốc thi đấu ở vị trí thủ môn cho Sangju Sangmu.

## Sự nghiệp
Anh được lựa chọn bởi FC Anyang ở đợt tuyển quân K League 2014.